# سولومون توماس
سولومون توماس (بالإنجليزية: Solomon Thomas)‏ هو لاعب كرة قدم أمريكية أمريكي، ولد في 26 أغسطس 1995 في شيكاغو في الولايات المتحدة.

## وصلات خارجية
- سولومون توماس على موقع إي إس بي إن.كوم (أن.أف.أل)3
- سولومون توماس على موقع مرجع كرة القدم المحترفة.كوم (الإنجليزية)